# Thesium vlachorum
Thesium vlachorum là một loài thực vật có hoa trong họ Santalaceae. Loài này được Aldén miêu tả khoa học đầu tiên năm 1981.